# Gli occhi del drago
Gli occhi del drago (The Eyes of the Dragon) è un romanzo fantasy scritto da Stephen King pubblicato nel 1984.
Quest'opera è un classico fantasy, basato sulla battaglia tra il bene e il male e pervasa dalla costante presenza della magia, che ha un ruolo preminente nella storia. Le due figure cardinali vengono rappresentate da Flagg, il mago di corte che aspira al ruolo di re, e da Peter, accusato ingiustamente della morte di suo padre, il re Roland.
La narrazione è accompagnata da illustrazioni di David Palladini.

## Trama
Nel regno di Delain, il vecchio e gobbo re Roland vive con la moglie Sasha e il suo primo figlio Peter. Alla sua corte vive il mago Flagg, che ha come unico scopo quello di gettare Delain nel caos, e quando Sasha rimane incinta del secondo figlio Flagg complotta con la bambinaia per ucciderla. A causa delle ferite infertele dalla bambinaia, Sasha muore così poco dopo aver partorito il secondo figlio, Thomas.
A distanza di anni, i due ragazzi sono cresciuti e Flagg complotta l'omicidio di Roland, con in mente il piano di colpevolizzare Peter, in modo da sbarazzarsi del legittimo erede al trono. Sapendo che Peter porta ogni notte al padre il suo calice di vino sul suo letto, il mago avvelena così Roland tramite della Sabbia di Drago, il veleno più letale al mondo, e lascia la prova inconfutabile della colpevolezza di Peter. L'unico ad aver visto Flagg somministrare al padre il vino avvelenato è Thomas, tramite gli occhi vetrati della testa di Niner, un drago sconfitto da Roland, ma non svelerà il suo segreto per anni a causa della sua forte gelosia nei confronti del fratello, che è sempre stato il più amato tra i due.
In cambio della sua tacita collaborazione, dopo un breve processo Thomas viene incoronato re di Delain nonostante abbia soli dodici anni, mentre Peter viene rinchiuso nella torre dell'obelisco di corte, destinato all'ergastolo. Fin dall'inizio, però, Peter manda delle lettere ad Anders Peyna, il giudice che l'ha condannato, riguardo a richieste apparentemente innocenti tra cui la casa delle bambole della madre e dei fazzoletti; pur scettico, Anders acconsente, ignaro che Peter intende scappare con l'aiuto di Ben Staad, suo migliore amico, Naomi, compagna di Ben, e Dennis, figlio di un servitore.
Dopo cinque anni di prigionia, Peter è riuscito a creare una corda di salvataggio tramite i fazzoletti e il telaio in miniatura nella casa delle bambole. Una volta evaso dall'obelisco, Peter sfugge agli uomini di Flagg per recuperare l'arco di Roland, ma lo trova vuoto. In quel momento, arriva Flagg, rivelatosi un essere demoniaco, che intende uccidere Peter e compagni, ma Thomas, che per tutto quel tempo era roso dai sensi di colpa e in preda al sonnambulismo rivela di aver spiato il malvagio stregone mentre avvelenava Roland. Flagg viene così accecato in un occhio da una freccia, ma riesce a salvarsi scomparendo.
Nell'epilogo del libro, Peter viene riabilitato e incoronato re di Delain. Thomas, diventato un fuorilegge agli occhi del regno, si incarica di partire insieme al servitore Dennis per trovare Flagg; alla fine lo troveranno, ma l'esito dello scontro finale rimane ignoto.

## Critiche
Gli occhi del drago ha ricevuto un'accoglienza negativa da alcuni fan di Stephen King che ritenevano fosse un libro per bambini. Ciò è dovuto al fatto che la storia fosse stata originariamente scritta per i suoi figli. Un'altra ragione per queste critiche negative fu che si trattava di un romanzo fantasy, con pochi o nessun elemento horror. Questo portò Stephen King a scrivere Misery come una metafora del fatto che fosse obbligato a scrivere horror. Barbara Tritel del The New York Times lo definì "più elegante di qualsiasi altra storia Mr. King abbia scritto finora."

## Storie di Stephen King collegate a Gli occhi del drago
- L'ombra dello scorpione
- La casa del buio
- Rose Madder
- La torre nera
- Risacca notturna, A volte ritornano
- Tutto è fatidico

## Edizioni
- Stephen King, Gli occhi del drago, traduzione di Tullio Dobner, illustrazioni di David Palladini, Sperling & Kupfer, 1988,  p. 380, ISBN 88-200-0819-X.
- Stephen King, Gli occhi del drago, collana Super bestseller, Sperling & Kupfer, 2002,  p. 400, ISBN 88-8274-424-8.
- Stephen King, Gli occhi del drago, traduzione di Tullio Dobner, illustrazioni di David Palladini, Pickwick, Sperling & Kupfer, 21 gennaio 2014,  p. 400, ISBN 9788868361563.